# Frédéric de Trenck
Frédéric, baron de Trenck, né le 16 février 1726 à Neuhaldensleben et mort le 25 juillet 1794 guillotiné à Paris, est un noble prussien, cousin du baron Franz de Trenck, amoureux malheureux de la princesse Anne-Amélie de Prusse, sœur de Frédéric II.

## Biographie
Il est le fils de Christoph Ehrenreich von der Trenck (1677-1740), général de division (Generalmajor) de l'armée prussienne.
La liaison de Frédéric de Trenck avec la princesse Anne Amélie ayant été découverte, Frédéric II le fait emprisonner en 1745.
Parvenu à s'évader de la forteresse de Glatz, il se réfugie à Moscou, puis à Vienne, où il recueille en 1749 l'héritage de son cousin Franz, après avoir abjuré le luthéranisme. Il devient capitaine (Rittmeister) dans un régiment de cuirassiers.
Venu à Dantzig pour affaires de famille en 1753, il est arrêté sur ordre de Frédéric II, et, sans jugement, va passer dix ans à la forteresse de Magdebourg. Il est libéré en 1763, sur une intervention de Marie-Thérèse d'Autriche.
Il revient à Vienne, puis part résider à Aix-la-Chapelle, où en 1765, il épouse Marie Elisabeth de Broe zu Dipenbendt, fille du maire de la ville, qui lui donnera de nombreux enfants. À Aix, il s'occupe d'un négoce de vins de Hongrie et de la rédaction d'un journal Aachener Zeitung.
Au début des années 1780, à la suite de pertes commerciales, il revient vivre sur les domaines qu'il a en Hongrie, tout en voyageant en Angleterre et en France. Il fait alors des déclarations surprenantes, par exemple qu'il faudrait abolir les privilèges de la noblesse, ordre dont il est membre.
Selon un écrit un peu obscur de Dieudonné Thiébault, Frédéric de Trenck aurait, après la mort de Frédéric II, rencontré la princesse Anne-Amélie au début de 1787, à l'occasion d'un voyage à Aix-la-Chapelle. En tout cas, elle meurt peu après ces éventuelles retrouvailles (le 30 mars 1787).
Il revient à Paris au début de la Révolution, peut-être missionné par l'Autriche comme observateur politique. Il est arrêté sous la Terreur, sous l'accusation d'être un espion du roi de Prusse et enfermé à la prison Saint-Lazare. Bien qu'il se déclare partisan du nouveau régime, il est condamné à mort par le Tribunal révolutionnaire et guillotiné, deux jours avant la chute de Robespierre et la fin de la Terreur. Il repose au cimetière de Picpus.

## Écrits
Il a publié de nombreux écrits, notamment des Mémoires de sa vie, traduits en français par lui-même, publiés en France 
en 1789 en trois tomes, dont le troisième contient (pages 1 à 87) une Histoire de François, baron de Trenck.
- Mémoires de Frédéric, baron de Trenck, traduits par lui-même sur l'original allemand..., Strasbourg, Treuttel, et Paris, Onfroy, 1789
  - Tome I : disponible en ligne
  - Tome II : disponible en ligne
  - Tome III : disponible en ligne

## Représentations de Frédéric de Trenck

### Cinéma et télévision
- Trenck Der Roman einer großen Liebe (Trenck, le roman d'un grand amour), film allemand d'Ernst Neubach et Heinz Paul (1932).
- Les Aventures extraordinaires du baron von Trenck (Die Merkwürdige Lebensgeschichte des Friedrich Freiherrn von der Trenck, série télévisée franco-italo-allemande, diffusée en France en 1973. Un des épisodes s'intitule Le pandour.
- Trenck — Zwei Herzen gegen die Krone (Trenck, deux cœurs contre la couronne), téléfilm de Gernot Roll (2003), avec Ben Becker et Alexandra Maria Lara[1].

### Bande dessinée
- - Liliane Funcken et Fred Funcken, « Trenck, le prisonnier récalcitrant », Journal de Tintin, n° 512, 14 août 1958